# Чуфаровское городское поселение
Чуфа́ровское городско́е поселе́ние — муниципальное образование в составе Вешкаймского района Ульяновской области. Административный центр — рабочий посёлок Чуфарово.

## История
- рабочий посёлок Чуфарово — административный центр;
- село Березовка, центр сельской администрации (2001 год). Дворов 173, население 450 человек. Вблизи села находится большое болото с названием «Дальние камыши» с большими залежами торфа, сгоревшими в 1968-1975 годах. Ульяновский ученый биолог профессор И.В. Благовещенский в 1980 году определил здешние запасы торфа в 2 056 000 м³.

Основана Березовка в конце 17 века. Первое упоминание о ней относится к 1719 году, когда здесь на средства прихожан была построена деревянная церковь с двумя престолами: Архистратига Божия  Михаила и воздвижения честного и животворящего  Креста Господня. Было в селе две часовни: деревянная, выстроенная в поле, на роднике  на церковные средства в 1890 г. и каменная, построенная местным купцом в память «чудесного спасения» императора Александра III от покушения народников. В 1850 г. была основана суконная фабрика, принадлежащая малолетним дворянским детям Ивановым. В первые годы на ней работало120 мужчин, 80 женщин и 50 подростков, действовало 42 ткацких станка, 20 прядильных, 18 чесальных, 2 сукно валяльных, 2 щипальных, 1 стригальный. Красильный котел приводился паровой машиной в 15 л. сил. Ежегодно производилось серо-натурального, темно-зеленого и желтого сукна до 57 000 аршин (40 540м) на сумму 50 000 руб. Шерсть закупалась в Сибирской, Оренбургской, Нижегородской и Астраханской губерниях до 6500 пудов (104 т.) по цене от 5 до 8 руб. за пуд. По сведениям А.О. Лапинского в 1861 году на ней работало 380 человек, которые произвели сукна 67450 м на сумму 72 300 руб. серебром.
В 1859 году в Березовике числилось 106 дворов с населением 939 человек. Накануне отмены крепостного права, в 1860 году, местному помещику А.В. Шеньшину принадлежало 69 дворов, 189 крепостных крестьян и 17 дворовых. В пользовании Березовских крестьян было 552 десятины пахотной земли и 47 десятин сенокосов или чуть более 3-х десятин на душу, 92 крестьянских тягла находились на издольщине, арендовали земли помещика, уплачивая её владельцу определенную долю из своего урожая. Из помещичьей, лесной дачи на отопление крестьянских изб отводилось до 2-х сажен мелкого леса и хвороста.
В 1861 году здесь открылась начальная школа, она, как вспоминал бывший инспектор школ уезда А.А. Красев, “особенно выделялась своей крайней миниатюрностью и неустроенностью”. С помощью А.А. Красева, в 1887-1888 учебном году построили новое помещение, но и оно было слишком малого размера, так что в нем трудно было поместиться с относительным удобством 35 учащимся. Другое школьное помещение с квартирой для учителя было построено за 900 руб. в 1899 году по инициативе и под руководством инспектора А.И. Червяковского.
12 июля 1906 года Березовский помещик Брюханов писал Симбирскому губернатору: “Крестьяне с. Березовки, Анненской волости, увлеченные революционным аграрным движением, в первых числах сего июля месяца захватили принадлежащие мне луга, состоящие при названном селении, разделили между собой и выкосили…
Главнейшими деятелями по захвату лугов были 8 местных крестьян, а именно: Яков Яковлевич Макаров, Владимир Алексеевич Макаров, Никифор Яковлевич Макаров, Антон Васильевич Платонов, Василий Иванович Платонов, Иван Яковлевич Гуськов, Ефим Степанович Кафидов, Василий Алексеевич Макаров”.
В 1910 году число дворов в Березовике по сравнению с 1859 годом более чем удвоилось и составляло 226 дворов, а население соответственно уменьшилось на 234 человека. Таковы были последствия страшного голода 1891-1892 годах и других неурожайных лет.
Во владении 208 крестьянских хозяйств бывших помещиков (А.В. Шеньшина, Брюханова, Савинова (или Авинова), Иванова, Алашеева, Комарова, Курасова и Гафидова), находилось 2414 десятин пашни и 472 десятины покосов. Несмотря на то, что одной только пашни в среднем на каждое хозяйство приходилось более чем по 11 десятин (а с покосами по 14 десятин), совсем не имели земли 18 хозяйств, лошадей – 90 и коров – 32.
Вместе с тем более 10 десятин засевало 49 хозяйств, 3 и более лошадей содержали 10 хозяйств, 2 и более коров – 58 хозяйств.
2 хозяйства имели наёмных рабочих-батраков, 95 хозяйств засевало от 4-х до 10 десятин. Страдая от малоземелья, многие
жители занимались ремеслом, особенно плотничеством (111 человек), были свои
глинщики (12 человек), каменщики и кирпичные работники (по 9 человек), булочники (3 человека) и нищие 3 женщины.
Грамотных было 248 мужчин и 15 женщин, или почти каждый 3-й житель.
В начале сентября 1918 года в Березовке находился штаб первой бригады Сибирской Железной дивизии, а утром 9 сентября отсюда начал выступление на Симбирск 2-й Сибирский полк (командир М.Д. Великанов,  политкомиссар  Н.М. Шверник).
В марте 1918 года местные крестьяне участвовали в “чапанном восстании”, по приходе в село красноармейцев был расстрелян кустарь-кожевник Степан Иванович Шкуров.
В 1926 году в Березовке – 267 дворов (1383 чел.) и школа первой ступени. В 1931 году здесь вместе с Березовским выселком (Юндовка) насчитывалось 320 дворов с население 1668 человек. Местный колхоз “14 лет Октября” в 1950 году вошёл в состав колхоза им. Ворошилова, а в 1957 году переименован в колхоз “40 лет Октября”.
В годы Великой Отечественной войны погибло 172 жителя Березовки в том числе 14 человек из семей Савиновых, по 6 человек из семей Мамоновых и Шкуровых, 5 из семей Осиповых, по 4 из семей Ефимовых, Земсковых, Макаровых.
В 1930–1940 годах 11 Березовцев стали жертвами незаконных политических репрессий:
К тюремному заключению сроком на 5–10 лет осуждены священники А.В. Гнеушев и А.М. Добронравов, крестьяне А.Н. Мамонов, военнослужащие В.Ф. Гуськов, С.И. Пиманов, С.Я. Савинов, приговорены к высылке в отдаленные районы страны на 3–5 лет мельники Ф.З. Кулагин, Н.К. Мещеряков, крестьянка К.В. Шкурова, кустарь-кожевник П.С.Шкуров, И.С.Шкуров, содержался под стражей крестьянин С.И. Шишков.
В 1968 году Березовка была передана в административное подчинение Чуфаровского поссовета.
В СХПК “40 лет Победы” на 1 января 2000 года насчитывалось 4092 га. земли, в том числе 2499 га пахотной, всех работающих 115 человек. 29 фермерских хозяйств – 700 га земли.
В селе девятилетняя школа (школу закрыли), 14 учителей и 57 учеников, Дом культуры, библиотека, магазин, отделение связи.
Березовка – единственное место в области, где на осушенных болотах обнаружена «горячавочка» горькая - редкое исчезающее двухлетнее растение высотой до 35 см., а также очень редкое растение в области – осока Гартмана.
- посёлок Забарышский.

Изначально Юндовка, основана в 1926 году как выселки из села Березова. Крестьяне, имеющие земли по левую сторону р. Барыш переселились на постоянное место жительства из-за неудобств, связанных с переправой во время паводков через р. Барыш и болото, расположенное в левобережье.
По воспоминаниям старожилов, первой переселенкой была бабушка по кличке Юнда (фамилия Шкурова).

## Население
| 2010  | 2012  | 2013  | 2014  | 2015  | 2016  | 2017  |
| ----- | ----- | ----- | ----- | ----- | ----- | ----- |
| 2535  | ↘2445 | ↘2390 | ↘2326 | ↘2268 | ↘2192 | ↘2149 |
| 2018  | 2019  | 2020  | 2021  |       |       |       |
| ↘2087 | ↘1991 | ↘1889 | ↗1926 |       |       |       |

## Состав городского поселения
В состав поселения входят 3 населённых пункта: 1 рабочий посёлок, 1 село и 1 посёлок.
| № | Населённый пункт | Тип населённого пункта                  | Население |
| - | ---------------- | --------------------------------------- | --------- |
| 1 | Березовка        | село                                    | 272       |
| 2 | Забарышский      | посёлок                                 | 23        |
| 3 | Чуфарово         | рабочий посёлок, административный центр | ↘1658     |